# Одар (коммуна)
Ода́р (фр. Odars, окс. Audars) — коммуна во Франции, находится в регионе Юг — Пиренеи. Департамент — Верхняя Гаронна. Входит в состав кантона Монжискар. Округ коммуны — Тулуза.
Код INSEE коммуны — 31402.

## География
Коммуна расположена приблизительно в 600 км к югу от Парижа, в 15 км к юго-востоку от Тулузы.
На северо-востоке коммуны протекает небольшая река Маркесон (фр. Marcaissonne), а на юго-западе — Труа (фр. Troy).

## Климат
Климат умеренно-океанический. Зима мягкая и снежная, весна характеризуется сильными дождями и грозами, лето сухое и жаркое, осень солнечная. Преобладают сильные юго-восточные и северо-западные ветры.

## Население
Население коммуны на 2010 год составляло 738 человек.
| 1962 | 1968 | 1975 | 1982 | 1990 | 1999 | 2010 |
| ---- | ---- | ---- | ---- | ---- | ---- | ---- |
| 185  | 244  | 298  | 416  | 527  | 580  | 738  |

## Администрация
| Период | Период | Фамилия         | Партия       | Примечания |
| ------ | ------ | --------------- | ------------ | ---------- |
| 1995   | 2014   | Серж Коль       | беспартийный |            |
| 2014   | 2020   | Патрис Арсегель |              |            |

## Экономика
В 2010 году среди 487 человек трудоспособного возраста (15—64 лет) 361 были экономически активными, 126 — неактивными (показатель активности — 74,1 %, в 1999 году было 73,1 %). Из 361 активных жителей работали 346 человек (180 мужчин и 166 женщин), безработных было 15 (6 мужчин и 9 женщин). Среди 126 неактивных 54 человека были учениками или студентами, 38 — пенсионерами, 34 были неактивными по другим причинам.

## Достопримечательности
- Церковь Нотр-Дам
- Голубятня Ренери. Исторический памятник с 1997 года[4]

## Фотогалерея

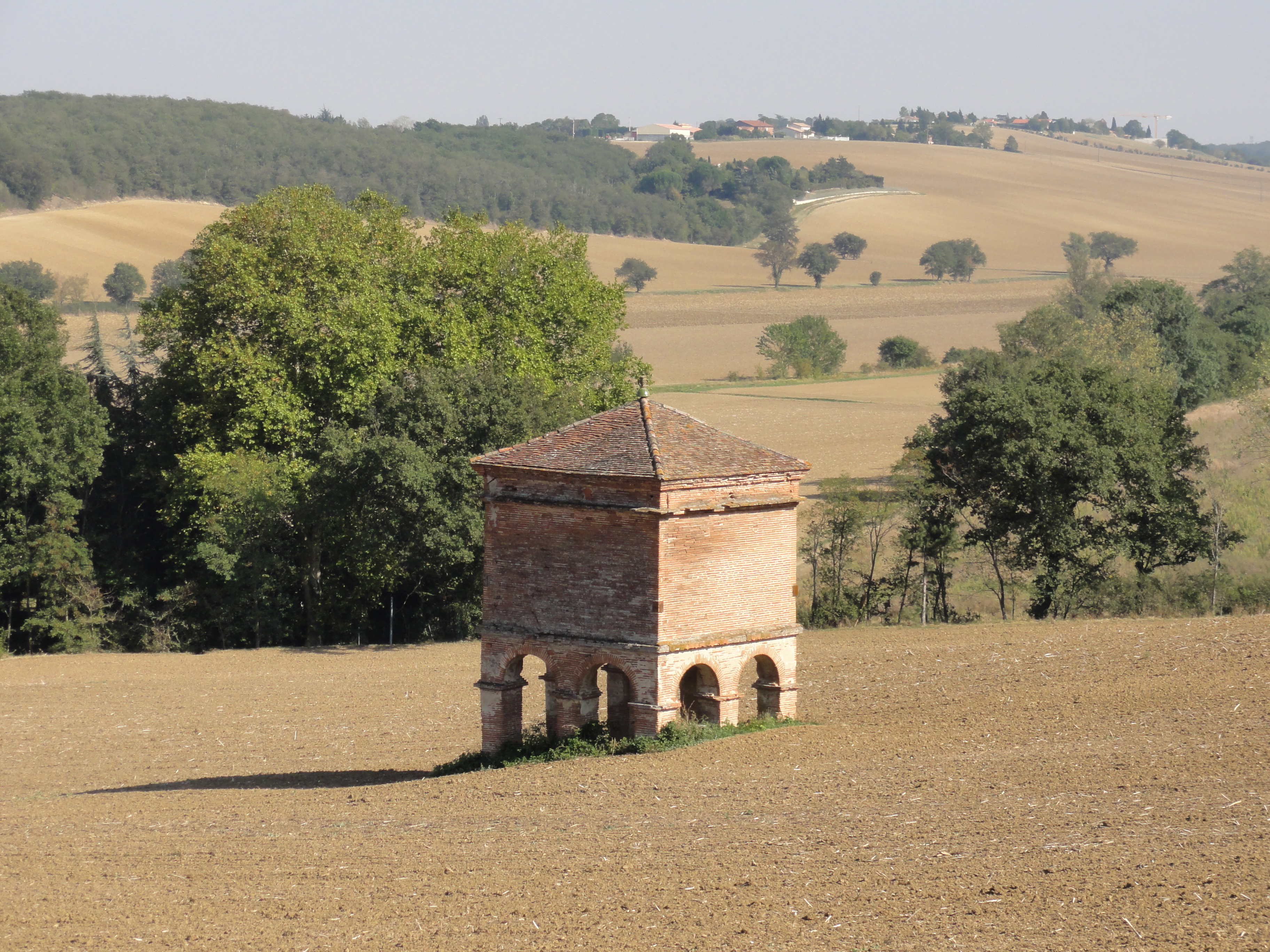
Голубятня Ренери
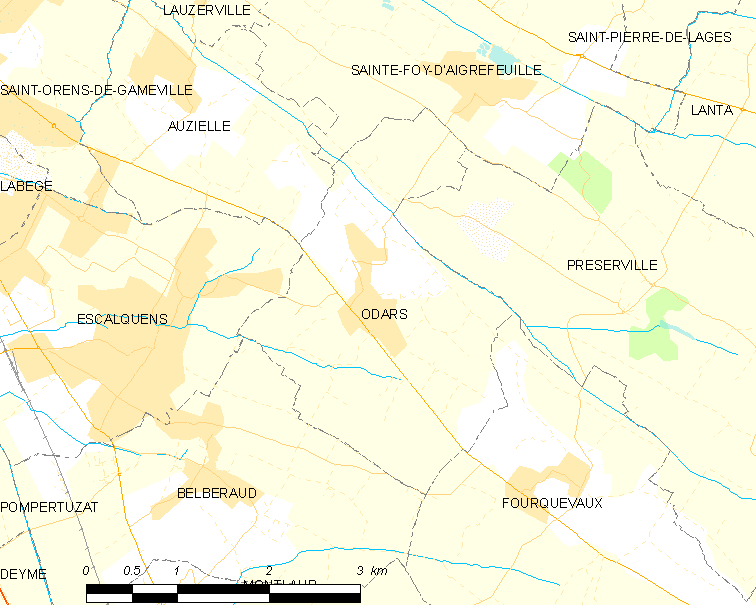
Карта коммуны